# Ingemar Liman
Per Erik Ingemar Liman, född den 14 juni 1938 i Svenljunga församling, Älvsborgs län, död den 24 juni 1997 i Stockholm, var en svensk museiman.
Liman avlade filosofie kandidatexamen vid Uppsala universitet 1960. Han tjänstgjorde vid Riksantikvarieämbetet 1960–1961, var forskningsassistent 1961–1963, amanuens vid Nordiska museet 1963–1964 och Lecturer vid University of Leeds 1964–1965. Efter att ha avlagt filosofie licentiatexamen 1966 var Liman intendent vid kulturhistoriska avdelningen på Skansen 1966–1973, programchef där 1974–1984, landsantikvarie och chef för Värmlands museum 1984–1987 samt generalsekreterare i Svenska Turistföreningen från 1987. Liman var hedersledamot vid Värmlands nation i Uppsala. Han publicerade böcker och artiklar rörande etnologi, folkloristik och turism. Liman medverkade i radioprogrammet Sommar 1966, 1967, 1969 och 1986. Han tilldelades 1994 Hans Majestät Konungens medalj av åttonde storleken med Serafimerordens band.